# 一氢硼酸
一氢硼酸是一种无机化合物，化学式为HB(OH)2，它是乙硼烷水解的中间产物。通过质谱观测乙硼烷和硼酸的反应，也检测出了一氢硼酸的生成。它可以在水中水解，生成硼酸并放出氢气：
HB(OH)2 + H2O → B(OH)3 + H2↑